# Austrian Death Machine
Austrian Death Machine — сайд-проєкт вокаліста As I Lay Dying, Тіма Ламбезіса створений 2008 року в місті Сан-Дієго, США, проєкт є пародією на Арнольда Шварценегера та його фільми в ролі Термінатора.

## Історія
Перший свій альбом під назвою Total Brutal гурт випустив 22 липня 2008 року. Через декілька місяців гурт випустив тематичний різдвяний міні-альбом під назвою A Very Brutal Christmas, після туру на підтримку альбому Total Brutal, Тім Ламбезіс повернувся до туру з групою As I Lay Dying. 7 травня 2013 року Тіма Ламбезіса заарештували за підозрами найняття кіллера для його колишньої дружини. В 2014 році було оголошено що Triple Brutal вийде 1 квітня 2014 під лейблом Artery Recordings.
16 травня 2014, Ламбезіс був засуджений до шести років ув'язнення.

## Учасники гурту
Головні учасники
- Тім Ламбезіс — вокал, гітара, бас-гітара, ударні
- Чад Акерман — вокал Шварценегера
- Джош Роберт Томпсон — вокал Шварценегера в «Double Brutal»
- Джо Гаггет — вокал Шварценегера в «Triple Brutal»

Сесійний лайнап
- Тім Ламбезіс — Вокал
- Джастін Олжевскі — вокал Шварценегера
- Джош Ґілберт — бас-гітара
- Джон «The Charn» Райц (з Job for a Cowboy) — ударні
- JP Gericke (з Death by Stereo) — гітара
- Марк МакДональд — гітара

## Дискографія
Студійні альбоми
| Назва         | Рік  | Лейбл               | Позиції в чартах | Позиції в чартах | Позиції в чартах | Позиції в чартах | Позиції в чартах |
| Назва         | Рік  | Лейбл               | Top 200          | US Heat          | US Indie         | US Hard Rock     | US Rock          |
| ------------- | ---- | ------------------- | ---------------- | ---------------- | ---------------- | ---------------- | ---------------- |
| Total Brutal  | 2008 | Metal Blade Records | 179              | 7                | 29               | —                | —                |
| Double Brutal | 2009 | Metal Blade Records | 105              | 1                | 15               | 14               | 44               |
| Triple Brutal | 2014 | Artery Recordings   | 64               | —                | —                | —                | —                |

Міні-альбоми
- 2008: A Very Brutal Christmas
- 2011: Jingle All The Way